# Silenzio (Gianna Nannini)
Silenzio è un singolo della cantautrice italiana Gianna Nannini, pubblicato il 5 gennaio 2024 come primo estratto dal ventiduesimo album in studio Sei nel l'anima.

## Video musicale
Il videoclip, diretto da Gaetano Morbioli, è stato reso disponibile l'8 gennaio 2024 attraverso il canale YouTube della cantante.

## Tracce
Testi di Luigi De Crescenzo, musiche di Matteo Saggese, Phil Palmer.
1. Silenzio – 2:53